# Chaenorhinum suttonii
Chaenorhinum suttonii là một loài thực vật có hoa trong họ Mã đề. Loài này được Carles Benedí và Pedro Montserrat mô tả khoa học đầu tiên năm 1991.

## Phân bố
Loài này là bản địa Algérie, Maroc.